# Powiat skałacki (II Rzeczpospolita)
Powiat skałacki – powiat województwa tarnopolskiego II Rzeczypospolitej. Jego siedzibą było miasto Skałat. 1 sierpnia 1934 r. dokonano nowego podziału powiatu na gminy wiejskie.
1 kwietnia 1929 z powiatu skałackiego odłączono gminę Soroka, włączając ją do powiatu kopyczynieckiego.

## Gminy wiejskie w 1934 r.
- gmina Bogdanówka
- gmina Grzymałów
- gmina Kaczanówka
- gmina Kołodziejówka
- gmina Krasne
- gmina Ostapie
- gmina Podwołoczyska
- gmina Skałat Stary
- gmina Touste
- gmina Turówka

## Miasta
- Grzymałów
- Podwołoczyska
- Skałat

## Starostowie
- Bronisław Michalski (-1923)[3]
- Feliks Chmielowski (1923-)
- Bronisław Michalski (kierownik, od 1925 starosta)[4]
- Robert Kulpiński (-1929)[5]
- Antoni Glanowski (1929-)
- Jerzy Suchocki (-1937)[6]
- Tadeusz Rutkowski (1937-)[7]
- Feliks Tarnogórski[8]

Wicestarostowie
- Józef Koziebrodzki (1936-)[9]